# Zen'en
Zen’en (善円) (1197–1258) était un sculpteur bouddhique (busshi) membre de l’école Zenpa (善派) de Nara au Japon durant l’époque de Kamakura. Selon certains historiens de l’art, il aurait également pu employer le pseudonyme de Zenkei (善慶).

## Biographie
Zen’en est membre de l’école de sculpture Zenpa de Nara, qu’il a d’ailleurs dirigé d’après Nagahiro et al. ; les origines de l’école restent obscures, mais son nom provient du caractère « zen » (善) présent dans les noms de ses principaux représentants : Zen’en, Zenkei et Zenshun. Zen’en a travaillé à plusieurs reprises pour le compte des moines du Tōdai-ji ainsi que pour Eison au Saidai-ji, patriarche de l’école bouddhique Shingon Ritsu au Japon dont Zen’en et son fils Zenshun (善春) semblent avoir été proches. Parmi les sculptures de Zen’en demeurent un Jūichimen Kannon (Kannon à onze têtes, 1221, conservé au musée national de Nara), un Shaka assis (1225 au Sashizu-dō du Tōdai-ji), un Jizō bosatsu (1240 au Yakushi-ji) ; en lien avec Eison, il subsiste un Aizen Myōō assis (1247 au Saidai-ji). Cette dernière statue fameuse est conservée comme une image secrète (hibitsu) par le temple, n’étant donc exposée que fort rarement au public.
Mort en 1258, ses travaux en cours sont achevés par son fils Zenshun, comme des lions gardiens en terre au Hannya-ji.
Une hypothèse de travail courante avance que Zenkei serait un pseudonyme utilisé par Zen’en dans la seconde partie de sa carrière, sans preuve formelle,. Diverses œuvres signées Zenkei demeurent, comme un Shaka (1249 au Saidai-ji, avec d’autres maîtres de l’école Kei dont Kaikei) ou un Monju bosatsu (1255 au Hannya-ji, voir). Il est également possible que Zenkei soit un autre membre de l’école Zenpa.

## Style
Zen’en était un sculpteur à la technique aboutie dont le style évoque celui d’Unkei de l’école Kei, qu’il a probablement étudié. Un Jizō de 57,8 cm datant d’environ 1223-1226 et détenu par une collection privée illustre le style de la première partie de sa carrière : visage doux et jeune et drapé long aux plis profondément modelés. Son Kannon à onze têtes du musée national de Nara, également de petite taille (46,6 cm), exprime tout autant jeunesse et santé ; la dorure a presque intégralement disparu, mais il reste des inscriptions de prières à l’encre de Chine au dos, en l’honneur de divinités du sanctuaire Kasuga-taisha. Son style présente également des variations au style Kei dominant, comme en témoigne son Aizen Myōō de 1247, dont la couleur rouge et or a été bien préservée.

## Sources et références
1. 1 2  (en) Toshio Nagahiro, Eun Hyun Yum et Takeshi Kuno, Great sculpture of the Far East, Reynal: Morrow, 1979, 191 p. (ISBN 978-0-688-03489-4, lire en ligne), p. 84
2. ↑  (en) « Zenpa », Japanese Architecture and Art Net Users System (JAANUS) (consulté le 5 août 2012)
3. 1 2 3 4 5 6  (en) Hiromichi Soejima, « Japan, §V: Sculpture > (iv) Kamakura period (1185–1333) », Oxford Art Online, université d’Oxford (consulté le 3 août 2012)
4. ↑  Voir l'article Bosatsu.
5. ↑  (en) Roger Goepper, « Aizen-Myōō: The Esoteric King of Lust: An Iconological Study », Artibus Asiae. Supplementum, vol. 39,‎ 1993, p. 100 (lire en ligne)
6. 1 2  (en) Denise Leidy, « Jizo Bosatsu   (Bodhisattva Kshitigarbha) », Asia Society (consulté le 5 août 2012)
7. ↑  (ja) « 十一面観音立像　附像内納入品 », musée national de Nara (consulté le 5 août 2012)
8. ↑  (en) Sampa Biswas, Indian Influence on the Art of Japan, Northern Book Centre, 2010, 198 p. (ISBN 978-81-7211-269-1, lire en ligne), p. 154